# Atingerea diavolului (film din 2007)
Atingerea diavolului (în engleză Catacombs) este un film de groază american din 2007 regizat de Tomm Coker și David Elliot și cu Shannyn Sossamon și Pink (cântăreață) în rolurile principale. Filmul prezintă o tânără care încearcă să-și găsească ieșirea din Catacombele din Paris, cu un ucigaș care o urmărește.
Este primul film original al rețelei de cablu FEARnet, în colaborare cu Lions Gate Entertainment, a fost lansat pe 7 octombrie 2007.
Coloana sonoră a filmului a fost compusă de Yoshiki, inclusiv piesa tematică „Blue Butterfly” scrisă de Yoshiki și interpretată de Violet UK.

## Prezentare
Victoria (Sossamon), o tânără care suferă de anxietate, primește o invitație de la sora ei Carolyn (Pink). Prima replică a filmului este o voce în fundal care pune că: „Sora mea mi-a trimis o carte poștală, tot ce spunea era: «Vino la Paris. Va fi bine pentru tine.» La 48 de ore după ce am ajuns, ea și toți cei pe care i-am întâlnit erau morți.”
Victoria ajunge la Paris și Carolyn o ia acasă, unde unul dintre prietenii lui Carolyn o sperie cu o mască. După ce au despachetat bagajele, surorile fac turul Parisului și merg la cumpărături. Într-o pauză, Carolyn îi povestește Victoriei despre o petrecere rave secretă în Catacombele din Paris în acea noapte. Dau peste o coadă lungă de oameni care așteaptă să intre în catacombe, dar Carolyn este prietenă cu portarul care le permite să intre fără să aștepte. Victoria primește o lanternă și o urmărește pe Carolyn spre rave, unde ajung la timp să audă o introducere a gazdei Jean-Michel (Mihai Stănescu). În timpul petrecerii rave, Victoria începe să aibă un atac de anxietate și are nevoie de apă pentru medicamente. Jean-Michel o însoțește în zona VIP privată a petrecerii, unde o găsesc pe Carolyn și un grup de prieteni.
Jean-Michel îi toarnă Victoriei un pahar mare cu absint și îi spune despre un ucigaș care trăiește în catacombe. Crescut de un cult satanic, ucigașul, „Antihrist”, se hrănește cu oameni care se pierd în Catacombe. Cea mai mare parte a grupului respinge povestea ca pe o legendă și toți decid să meargă să înoate ca nudiști. Victoria refuză să li se alăture și se pierde în timp ce vrea să se întoarcă la petrecere. I se alătură Carolyn și, în timp ce surorile încearcă să găsească drumul înapoi, cineva o apucă pe Carolyn și o târăște în întuneric. Victoria o găsește pe Carolyn moartă și intră în panică. Un bărbat cu o mască de capră începe să o urmărească, iar ea se ascunde într-un depozit. Când bărbatul ajunge și pornește un generator, își dă seama că depozitul este probabil casa lui. Victoria scapă și aleargă înapoi spre mulțime.
După ce s-a întors imediat are loc un raid al poliției care a întrerupt petrecerea. Victoria este prinsă de mulțimea care fuge și se lovește de cap, iar când își recapătă cunoștința este iar singură în catacombe. Ea se întâlnește cu un bărbat pe nume Henri, care încearcă să o ajute, dar fiecare ieșire pe care o găsesc este blocată. Henri cade printr-o pasarelă putrezită în timp ce caută o ieșire și își rupe piciorul. Victoria încearcă să-l ajute, dar în cele din urmă renunță; ea îi ia harta și îl lasă în întuneric, încercând să găsească ieșirea singură. Când o găsește, este speriată de cineva de cealaltă parte care încearcă să intre și fuge, temându-se că este Antihristul. După o urmărire prin tuneluri, ea se ascunde în spatele unei coloane, înarmată cu un târnăcop de minerit. Când urmăritorul se apropie, ea îl lovește fără să vadă cine este.
La scurt timp după aceea, Carolyn și prietenii ei apar și îi spun Victoriei că totul a fost doar o farsă. Se întreabă de ce Victoria plânge până când îl observă pe Jean-Michel zăcând mort, doborât de lovitura de târnăcop a Victoriei. Carolyn o certă foarte tare pe Victoria, dar aceasta o ia razna și o ucide pe Carolyn și apoi pe prietenii ei. Evadând în cele din urmă din catacombe, Victoria se întoarce la aeroport cu un taxi și repetă prima replică cu care a început filmul.

## Distribuție
- Shannyn Sossamon - Victoria
- Pink  - Carolyn
- Emil Hostina  - Henry
- Sandi Drăgoi - Llaves
- Mihai Stănescu - Jean Michele
- Cabral Ibacka - Hugo
- Radu Andrei Micu - Nico
- Cain Manoli -  Leon

## Producție
Cu toate că scenele exterioare ale Parisului au fost filmate la fața locului, cea mai mare parte a peliculei a fost filmată în București, România. Catacombele de la Paris au fost reconstruite pe o scenă unde a fost filmată cea mai mare parte a filmului.

## Lanare
A avut premiera pe FEARnet On Demand la 1 octombrie 2007 unde a fost transmis până la 30 noiembrie 2007. A fost lansat pe DVD la 19 februarie 2008. 